# غار آتوس نو
غار آتوس نو (به لاتین: New Athos Cave) یک غار نمایشی در گرجستان است که در نیو آتوس واقع شده‌است.